# Astronaut (canção)
"Astronaut" é uma canção do rapper alemão Sido, com a participação do cantor Andreas Bourani, para o seu sexto álbum de estúdio, VI (2015). 

## Escrita e produção
A letra de "Astronaut" foi escrita por Andreas Bourani, Simon Müller-Lerch e por Paul Würdig, enquanto a composição da mesma ficou a cargo de Paul Neumann, Marek Pompetzki e Cecil Remmler, que também foram responsáveis pela produção da mesma no Karma Sound Studios, na Tailândia.
Musicalmente, a canção mestra entre versos de rap, feitos por Sido, e o refrão pop interpretado por Bourani. Os dois primeiros versos da canção são feitos por Sido, enquanto o regrão e o terceiro versão por Bourani. A temática da canção é sobre o conflito entre a felicidade e a beleza da vida contra o sofrimento de muitos pessoas. O astronauta alemão Alexander Gerst publicou uma mensagem em sua conta no microblogging Twitter dizendo que "bastou ouvir a canção uma vez... Fala da minha alma!". Sido, por sua vez, respondeu a Gerst dizendo que "também pensava em você enquanto escrevia!!!".

## Lançamento
"Astrounaut" foi lançado disponibilizado para download em 7 de agosto de 2015. O lançamento físico do single foi feito na semana seguinte, em 14 de agosto na Alemanha, Áustria e Suíça. Além da versão individual, uma versão com duas faixas, incluindo a versão instrumental da música, foi lançada para download. Com o intuito de promover a canção, posteriormente foi lançado uma versão ao vivo da mesma gravada durante apresentação de Sido no programa de televisão "Schlag den Raab". Em setembro, o canal Pro7 utilizou trecho da canção para a vinhetas de comercial, anunciando a canção como "destaques no outono", em quase todos os seus programas.

## Recepção da crítica
O bigFM disse que a canção possui um som mais calmo, em relação aos seus antecessores ("Einer dieser Steine" e "Au Revoir", ambos lançados por Sido com Mark Forster), porém a canção é mais "madura", com menos provocações e com rimas mais coerentes, mostrando que Sido tem muita coisa boa a dizer.

## Desempenho
Após o lançamento, "Astronaut" estreou no topo da parada alemã, e permanece na mesma por nove semanas consecutivas.

## Paradas e certificações
| Parada (2015)               | Melhor posição |
| --------------------------- | -------------- |
| Alemanha (Media Control)    | 1              |
| Áustria (Ö3 Austria Top 40) | 1              |
| Suíça (Schweizer Hitparade) | 1              |

| País                                | Certificação | Vendas   |
| ----------------------------------- | ------------ | -------- |
| Alemanha (BVMI)                     | Platina      | 400.000* |
| Suíça (IFPI)                        | Ouro         | 15.000*  |
| *informação baseada na certificação |              |          |